# 후지이 다이스케
후지이 다이스케(일본어: 藤井 大輔, 1986년 10월 15일 ~ )는 일본의 전 축구 선수이다.

## 구단 경력
과거 알비렉스 니가타, 더스파 구사쓰, V-파렌 나가사키, 카마타마레 사누키에서 활동하였다.